# Principauté du Pinde
Printsipat di la Pind

1917 puis 1941 – 1917 puis 1943
Entités précédentes :
- Royaume de Grèce

Entités suivantes :
- Royaume de Grèce

Le projet de Principauté du Pinde, état fantoche à créer dans le Pinde, au Nord-Ouest de la Grèce, a été formulé en juillet et août 1917 sous la double égide italienne et roumaine dans le contexte des pressions que les Alliés de la Première Guerre mondiale (dont l'Italie et la Roumanie) faisaient sur la Grèce, alors divisée par le schisme national,.
Par extension, le nom de Principauté du Pinde désigne aussi les projets, pendant la Seconde Guerre mondiale entre 1941 et 1943, de la « Légion Romaine », organisation de certains Aroumains collaborant avec les forces d'occupation italiennes en Grèce. 
Tant en 1917 qu'en 1941-1943, ces projets sont restés dans les cartons et leurs promoteurs n'ont jamais contrôlé de territoire : dès l'automne 1943, c'est la résistance communiste ELAS qui prit le contrôle des régions concernées, malgré les assauts de la Wehrmacht. Par la suite, ce bastion de l'ELAS résista longuement à l'armée royale pendant la guerre civile grecque (1946-49) durant laquelle des émissaires du Kominform y proposèrent une région autonome sur le modèle soviétique. La Roumanie cessa de financer les écoles aroumaines en 1941.
À la suite de ces épisodes, les dirigeants des Aroumains de Grèce (dits Valaques) ont pris soin d'éviter toute revendication d'autonomie territoriale pour ne pas être accusés de séparatisme : la liberté d'expression culturelle, conforme aux règles de l'Union européenne, satisfait la plupart d'entre eux. 

## Contexte
L'existence en Macédoine et Épire d'une minorité de langue romane (dite valaque) a été utilisée, pendant la Première et la Seconde Guerre mondiale, par l'Italie pour tenter de rallier à sa cause ces communautés latines. La Roumanie finançait, depuis 1913, les écoles aroumaines de Grèce, tout en tentant de substituer la langue daco-roumaine à l'aroumain (considéré comme dialectal). En 1917, des agents italiens ont sillonné le territoire et collecté des signatures demandant au ministre roumain Ion C. Brătianu d'intervenir auprès du gouvernement grec pour leur accorder une autonomie locale, au demeurant non-définie, ni sur le plan du contenu (politique et/ou culturel), ni sur le plan territorial. La Grèce ayant rejoint officiellement les Alliés le 2 juillet 1917, le projet est abandonné en août.
Après 1938, des agents de la Garde de fer tentent de rallier à leur cause des instituteurs du réseau scolaire roumain de Grèce, opposant ainsi les aspirations aroumaines à l'administration grecque. Début 1941, au début de l'Occupation de la Grèce pendant la Seconde Guerre mondiale par les forces de l'Axe, Alcibiade Diamandi de Samarine et sa « Légion Romaine » s'adressèrent à la Roumanie devenue fasciste en octobre 1940, pour tenter de remettre en selle de projet de 1917 dans la région adossée à la frontière albanaise où vivent la plupart des Aroumains, au Nord-Ouest de la Grèce. Mais le régime du maréchal Antonescu (qui venait de rompre avec la Garde de fer et d'emprisonner ses membres) s'opposa à l'entreprise de Diamandi, rejeta ses offres de service et en janvier 1941 la Roumanie cessa tout financement d'écoles en Grèce.
Diamandis tenta alors de jouer la carte italienne, mais, recherché par l'ELAS comme « collaborateur et traître », il dut fuir la Grèce pour la Roumanie en 1942 et fut remplacé à la direction de la « Légion Romaine » par Nikolaos Matoussis. En octobre 1943, le retrait de la guerre de l'Italie fasciste mit fin au projet, qualifié par certains Valaques de « sinistre pantalonnade », et Matoussis dut se réfugier à son tour en Roumanie,. 
Bien que ces projets aient trouvé quelques partisans, la population valaque dans son ensemble a refusé de les cautionner et a préféré se rallier solennellement à la communauté nationale grecque.

## Chefs de la «Légion Romaine des Valaques»
- 1941-1942 : Alcibiade Diamandi
- 1942-1943 : Nikolaos Matoussis